# Trichoneura lindleyana
Trichoneura lindleyana är en gräsart som först beskrevs av Carl Sigismund Kunth, och fick sitt nu gällande namn av Erik Leonard Ekman. Trichoneura lindleyana ingår i släktet Trichoneura och familjen gräs. Inga underarter finns listade i Catalogue of Life.